# Фудбалска репрезентација Малија
Фудбалска репрезентација Малија је фудбалски тим који представља Мали на међународним такмичењима и под контролом је Фудбалског савеза Малијa.
Шест пута су учествовали на Афричком купу нација. Најбољи пласман остварили су 1972. када су заузели друго место и освојили сребрну медаљу.
Нису до сада учествовали на Светском првенству.

## Светско првенство
| Година         | Коло                  |
| -------------- | --------------------- |
| 1930 до 1962   | Нису учествовали      |
| 1966           | Повукли се            |
| 1970. до 1990. | Нису учествовали      |
| 1994. до 1998. | Повукли се            |
| 2002. до 2022. | Нису се квалификовали |
| Укупно         | 0/22                  |

## Афрички куп нација
| 1957 | Нису учествовали      | 1978 | Дисквалификов.        | 1998 | Нису се квалификовали |
| 1959 | Нису учествовали      | 1980 | Нису учествовали      | 2000 | Нису се квалификовали |
| 1962 | Нису учествовали      | 1982 | Нису се квалификовали | 2002 | 4. место              |
| 1963 | Нису учествовали      | 1984 | Нису се квалификовали | 2004 | 4. место              |
| 1965 | Нису се квалификовали | 1986 | Нису се квалификовали | 2006 | Нису се квалификовали |
| 1968 | Нису се квалификовали | 1988 | Повукли се            | 2008 | Прва рунда            |
| 1970 | Нису се квалификовали | 1990 | Нису се квалификовали | 2010 | Прва рунда            |
| 1972 | 2. место              | 1992 | Нису се квалификовали | 2012 | Квалификовали се      |
| 1974 | Нису се квалификовали | 1994 | 4. место              |      |                       |
| 1976 | Нису се квалификовали | 1996 | Нису се квалификовали |      |                       |